# Clavinet

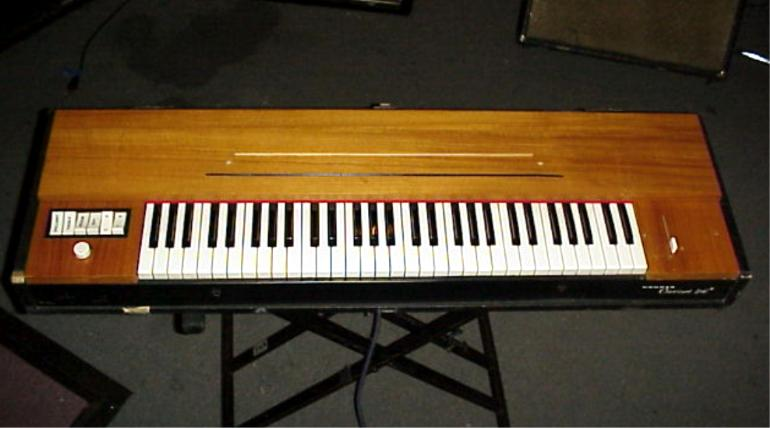
Um clavinete da Hohner,
modelo D6

O clavinet (no Brasil também chamado de clavinete) é um instrumento de teclas, derivado do cembalet, criado em 1950 por Ernst Zacharias, inventor e músico.
O modelo mais famoso do clavinet é o D6 da Hohner, popularizado por numerosos músicos, dentre os quais Stevie Wonder e Bob Marley. Trata-se de um instrumento electro-acústico com 60 cordas internas e dois conjuntos de captadores (pickups) magnéticos abrangendo todas as cordas, superiormente e inferiormente. O som captado é encaminhado para um pré-amplificador o qual permite várias combinações de ligação dos captadores, alterando assim o timbre produzido. As teclas, quando premidas, irão pressionar cada corda contra um batente, fazendo este vibrar, sendo que o comprimento útil (vibracional) da corda é menor do que o seu comprimento total. A parte não vibracional das cordas é usada como abafador através de uma lã espessa que fica entrelaçada nas mesmas, impedindo a sua vibração quando largadas as teclas e também que vibrem por simpatia quando em repouso.